# 蕭一傑
蕭 一傑（シャオ・イージェ、しょう いっけつ、1986年1月2日 - ）は、 台湾の屏東県屏東市出身の元プロ野球選手（投手）、通訳。右投右打。
中華民国（台湾）の国籍を有するが、日本国内の高校・大学に通算5年以上在学していたため、NPBの選手時代には外国人枠の例外規定で日本人選手と同じ扱いを受けていた。また、登録名は本人の希望もあり日本語読みの「しょう いっけつ」にしており、背ネームは日本語読みの表記である「SHOH」だった。

## 経歴

### プロ入り前
台湾大聯盟の高屏雷公などでコーチを務めた蕭良吉を伯父に持つなど、祖父から3代続く野球一家に育った。自らも小学3年時に野球を始めて捕手や内野手を務めた。当時は郭泰源に憧れ、西武ライオンズのファンだった。
日本の高校野球でのプレーを希望し、2002年に台湾から宮崎県の日南学園高等学校に留学して投手に転向。2年夏の第85回全国高等学校野球選手権大会、3年春の第76回選抜高等学校野球大会に出場したが、選抜では登板機会がなかった。留学前に台湾の高校（高苑工商）に半年間在学していたため、規定により3年夏は公式戦への出場資格がなかった。
近畿学生野球連盟所属の奈良産業大学に進学後は1年先輩に桑原謙太朗がいたこともあり主にリリーフで起用され、4年時からは主に先発投手として登板した。2008年の春季リーグではMVPとベストナインを受賞。大学通算16勝1敗、防御率0.63。第57回全日本大学野球選手権大会では1回戦で延長13回を投げて完封勝利を挙げ、翌日の2回戦では延長11回サヨナラ負けを喫したが、自身は24時間も経たず2試合で331球を投げ特別賞を受賞した。
2008年のドラフト会議で松本啓二朗、藤原紘通らの交渉権を逃した阪神から1位指名を受け、NPBのドラフトで指名された初の台湾出身投手となった。ドラフト前は西武か横浜ベイスターズへの入団を希望していたが、12月8日に契約金9,000万円、出来高4,000万円、年俸1,300万円（金額は推定）で阪神と仮契約。背番号は19に決定した。

### 阪神時代

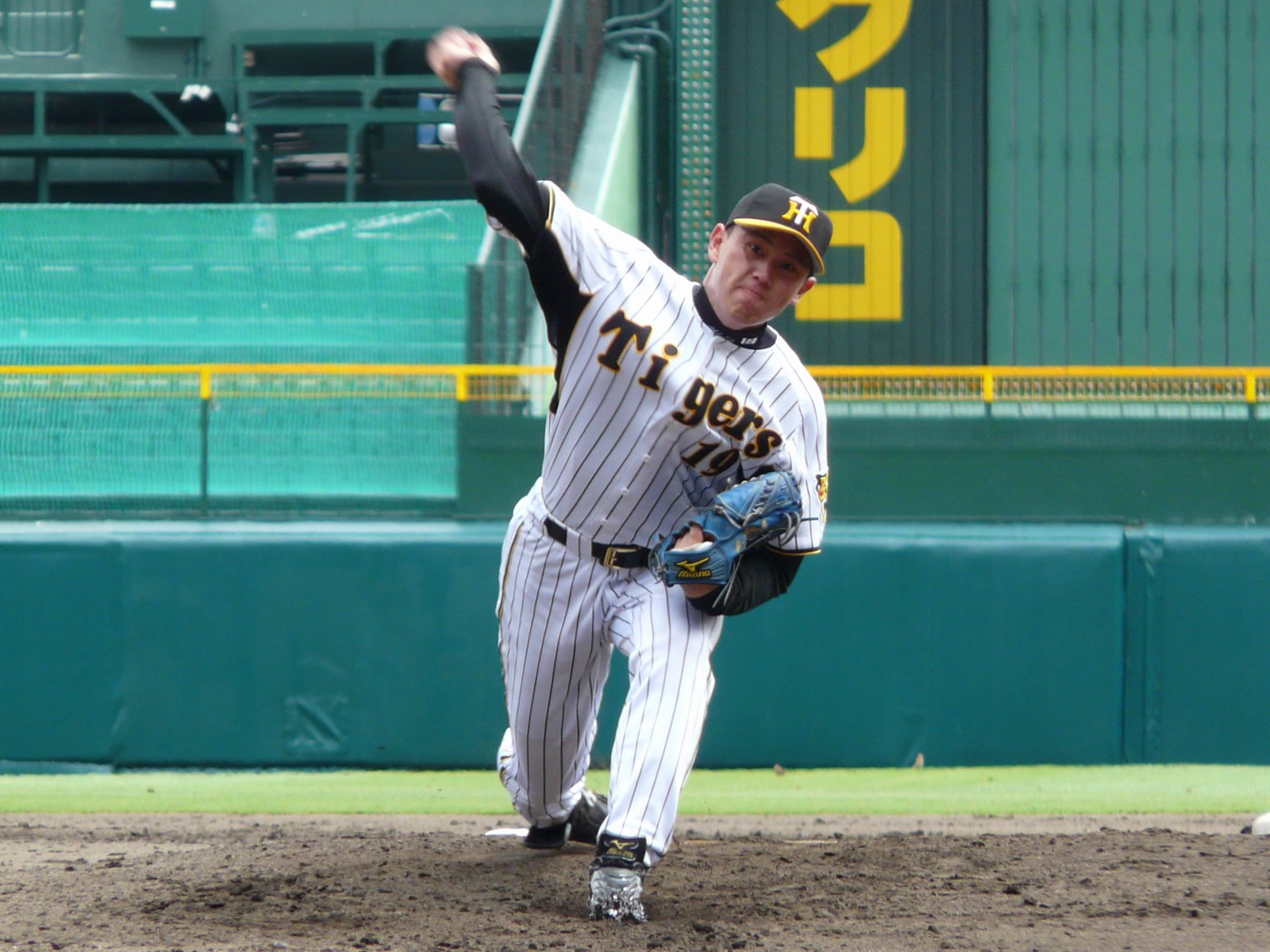
阪神時代（2009年7月2日、阪神甲子園球場）

2009 ワールド・ベースボール・クラシックのチャイニーズタイペイ代表候補にも選出されたが、オーストラリア代表との練習試合で打球を右腕に受け、全治2週間の右三頭筋挫傷と診断され、代表入りを辞退した。
2009年は後半戦に一軍へ昇格したが、投球練習でコーチ陣から評価を得られず登板はなかった。二軍ではフレッシュオールスターゲームに出場し、同期入団の西村憲らと共に優秀選手賞を受賞。また、ウエスタン・リーグでは7勝を挙げて最多勝利のタイトルを獲得した。
2010年は一軍の沖縄キャンプに帯同。二軍ではエースとして活躍し、9月7日に鶴直人と入れ替えでプロ入り初の一軍昇格を果たした。当初は9月11日のヤクルト戦で登板予定であったが、チーム事情により9月15日に出場選手登録抹消となり、一軍公式戦での登板はなかった。11月、広州アジア大会にチャイニーズタイペイ代表として出場し、銀メダルを獲得した。
2011年は充実した先発ローテーションに割り込めず二軍スタートとなったが、8月11日中日ドラゴンズ戦でプロ初登板・初先発を果たし、5回1失点の好投も味方打線が0点に抑えられたため敗戦投手となる。
2012年、一度も一軍登板がなく、10月2日、戦力外通告を受けた。11月27日、福岡ソフトバンクホークスが育成選手として獲得することを発表した。背番号は138。

### ソフトバンク時代
2013年、10月26日に戦力外通告を受けた。10月31日、自由契約公示された。

### 台湾時代
2014年、11月28日、台湾・中華職業棒球大聯盟（CPBL）の義大ライノズ（現在の富邦ガーディアンズ）からドラフト3巡目で指名され、1月10日に入団会見を行った。背番号は41。
2018年、11月30日に戦力外通告を受けた。

### 現役引退後
2019年には、NPBの北海道日本ハムファイターズに職員として勤務。台湾出身の王柏融がCPBLのLamigoモンキーズ（現在の楽天モンキーズ）から移籍したことに伴う採用で、採用後には王の通訳を担当した。
味全ドラゴンズがCPBLに再び加盟した2020年からは、同球団で投手コーチを務める。

## プレースタイル
速球は最速148km/hを記録し、制球力もある。

## 詳細情報

### 年度別投手成績
| 年 度     | 球 団     | 登 板 | 先 発 | 完 投 | 完 封 | 無 四 球 | 勝 利 | 敗 戦 | セ 丨 ブ | ホ 丨 ル ド | 勝 率 | 打 者 | 投 球 回 | 被 安 打 | 被 本 塁 打 | 与 四 球 | 敬 遠 | 与 死 球 | 奪 三 振 | 暴 投 | ボ 丨 ク | 失 点 | 自 責 点 | 防 御 率 | W H I P |
| --------- | --------- | ----- | ----- | ----- | ----- | -------- | ----- | ----- | -------- | ----------- | ----- | ----- | -------- | -------- | ----------- | -------- | ----- | -------- | -------- | ----- | -------- | ----- | -------- | -------- | ------- |
| 2011      | 阪神      | 2     | 2     | 0     | 0     | 0        | 0     | 1     | 0        | 0           | .000  | 34    | 8.1      | 7        | 1           | 4        | 1     | 0        | 7        | 0     | 0        | 4     | 2        | 2.16     | 1.32    |
| 2014      | 義大 富邦 | 33    | 9     | 0     | 0     | 0        | 5     | 7     | 0        | 2           | .417  | 370   | 85.2     | 95       | 8           | 28       | 2     | 4        | 54       | 4     | 0        | 47    | 44       | 4.62     | 1.44    |
| 2015      | 義大 富邦 | 10    | 1     | 0     | 0     | 0        | 0     | 2     | 0        | 0           | .000  | 77    | 17.1     | 18       | 5           | 7        | 0     | 1        | 15       | 3     | 0        | 14    | 10       | 5.19     | 1.44    |
| 2016      | 義大 富邦 | 21    | 0     | 0     | 0     | 0        | 1     | 0     | 0        | 1           | 1.000 | 146   | 31.2     | 37       | 4           | 14       | 0     | 1        | 25       | 2     | 0        | 24    | 20       | 5.68     | 1.61    |
| 2017      | 義大 富邦 | 18    | 0     | 0     | 0     | 0        | 0     | 0     | 0        | 2           | ----  | 89    | 21.0     | 19       | 2           | 9        | 0     | 1        | 8        | 0     | 0        | 12    | 9        | 3.86     | 1.33    |
| NPB：1年  | NPB：1年  | 2     | 2     | 0     | 0     | 0        | 0     | 1     | 0        | 0           | .000  | 34    | 8.1      | 7        | 1           | 4        | 1     | 0        | 7        | 0     | 0        | 4     | 2        | 2.16     | 1.32    |
| CPBL：4年 | CPBL：4年 | 82    | 10    | 0     | 0     | 0        | 6     | 9     | 3        | 5           | .400  | 682   | 155.2    | 169      | 19          | 58       | 2     | 7        | 102      | 9     | 0        | 97    | 83       | 4.80     | 1.46    |

### 記録

#### NPB
初記録
- 初登板・初先発：2011年8月11日、対中日ドラゴンズ15回戦（ナゴヤドーム）、5回1失点で敗戦投手
- 初奪三振：同上、3回裏にエンジェルベルト・ソトから見逃し三振

### 背番号
- 19（2009年 - 2012年）
- 138（2013年）
- 41（2014年 - 2018年）
- 89（2020年 - ）

### 登場曲
- 「Separate Ways」Journey（2009年 - 2010年）
- 「All I Do is Win」DJ Khaled（2011年）